# Діаграма Томаса — Кілмана
Сітка (Діаграма) Томаса-Кілмана описує види дій сторін при конфлікті. Запропонована Томасом та Кілманом у 1972 році.
|             | Індивідуальні дії |           | Спільні дії   |
| ----------- | ----------------- | --------- | ------------- |
| Активні дії | Конкуренція       |           | Співпраця     |
|             |                   | Компроміс |               |
| Пасивні дії | Ухилення          |           | Пристосування |